# 2096
Cette page concerne l'année 2096  du calendrier grégorien.
L'année 2096 est une année bissextile qui commence un dimanche.
C'est la 2096e année de notre ère, la 96e année du IIIe millénaire et du XXIe siècle et la 7e année de la décennie 2090-2099.

## Autres calendriers
- Calendrier hébraïque : 5856 / 5857
- Calendrier indien : 2017 / 2018
- Calendrier musulman : 1516 / 1517
- Calendrier persan : 1474 / 1475

## Événements prévisibles
- Le mardi 13 mars, l'astéroïde 1994 ES1 (d'un diamètre de 28,5 mètres) devrait passer à 7,70 millions de km de la Terre[1].